# Knightdale
Knightdale és una població dels Estats Units a l'estat de Carolina del Nord. Segons el cens del 2009 tenia 15.748 habitants.

## Demografia
Segons el cens del 2000, Knightdale tenia 5.958 habitants, 2.172 habitatges i 1.626 famílies. La densitat de població era de 858,4 habitants per km².
Dels 2.172 habitatges en un 47,5% hi vivien nens de menys de 18 anys, en un 59,6% hi vivien parelles casades, en un 12,2% dones solteres, i en un 25,1% no eren unitats familiars. En el 20,4% dels habitatges hi vivien persones soles el 2,5% de les quals corresponia a persones de 65 anys o més que vivien soles. El nombre mitjà de persones vivint en cada habitatge era de 2,7 i el nombre mitjà de persones que vivien en cada família era de 3,13.
Per edats la població es repartia de la següent manera: un 31,7% tenia menys de 18 anys, un 6,6% entre 18 i 24, un 40,7% entre 25 i 44, un 15,9% de 45 a 60 i un 5,1% 65 anys o més.
L'edat mediana era de 31 anys. Per cada 100 dones de 18 o més anys hi havia 85,1 homes.
La renda mediana per habitatge era de 56.021 $ i la renda mediana per família de 62.073 $. Els homes tenien una renda mediana de 41.149 $ mentre que les dones 30.325 $. La renda per capita de la població era de 23.340 $. Entorn del 4,3% de les famílies i el 4,7% de la població estaven per davall del llindar de pobresa.

## Poblacions properes
El següent diagrama mostra les poblacions més properes.